# Puchar Polski kobiet w piłce nożnej 2004/05, grupa śląska
Puchar Polski kobiet w piłce nożnej w sezonie 2004/05, grupa śląska

## I runda -28 sierpnia2004
Bronowianka Kraków - KKS Zabrze 0:16
TS Mitech Żywiec - Goniec Chorzów 11:0
Sparta Lubliniec - Pionier Tychy 1:0
KS Strzybnica - KS Goleszów 3:0- walkower

## II runda -25-26 września2004
TS Mitech Żywiec - KKS Zabrze 1:6
Sparta Lubliniec - KS Strzybnica 3:0

## Finał -30 października2004
KKS Zabrze - Sparta Lubliniec 3:0